# Corinna rubripes
Corinna rubripes is een spinnensoort uit de familie van de loopspinnen (Corinnidae).
De wetenschappelijke naam van de soort werd in 1841 gepubliceerd door Carl Ludwig Koch.